# Euophrys terrestris
Euophrys terrestris là một loài nhện trong họ Salticidae.
Loài này thuộc chi Euophrys. Euophrys terrestris được Eugène Simon miêu tả năm 1871.